# Hydrate d'hydrazine
L'hydrate d'hydrazine est le composé chimique de formule H2N-NH2·H2O. Il contient 61 % d'hydrazine en masse et 39 % d'eau. 

## Historique
Utilisé par les Allemands dès les années 1940 dans les B-Stoff et C-Stoff pour la propulsion de certains avions (Messerschmitt 163B), l'hydrate d'hydrazine est employé jusqu'à nos jours comme ergol réducteur dans les propergols liquides de certains lanceurs spatiaux. 

## Utilisation
L'hydrate d'hydrazine a notamment été référencé par Arianespace pour ses lanceurs Ariane 2 à Ariane 4 dans un mélange de 75 % UDMH + 25 % hydrate d'hydrazine, appelé UH 25. Son point de fusion est en effet sensiblement plus bas que celui de l'hydrazine pure : −51,7 °C, contre 1 °C pour l'hydrazine, et sa densité légèrement plus élevée : 1 032 kg·m-3 contre 1 004,5 kg·m-3, sans dégradation des performances énergétiques de ce carburant, ce qui en fait un ergol efficace pour les lanceurs.
L'hydrate d'hydrazine à 55% à l'état liquide est aussi utilisé dans l'industrie nucléaire et plus précisément dans le circuit secondaire en fonctionnement ou à l'arrêt pour maintenir un milieu réducteur et limiter les phénomènes de corrosion.